# Németh László Ákos
Németh László Ákos - “Ápoló” (Budapest 1962.02.08 — ) sportlövő, politikai szereplő, a Tilos Rádió műsorkészítője, közgazdász. 

## Sportlövő
10 éves korában kezdte a sportlövészetet a kétszeres olimpiai bajnok Takács Károly tanítványaként. Fegyvernemei gyorstüzelő pisztoly, légpisztoly. A Budapesti Honvéd sportolójaként a magyar válogatott tagja is volt x éven keresztül. Megszerezte az 1984-es Los angelesi olimpiára a szükséges kvalifikációt, azonban a politikai bojkott miatt ide a magyar küldöttség nem utazott el. Legjobb eredményei Várna, Európa bajnoki második hely - légpisztoly. Mexikó Világkupa első hely. Magyar bajnok: 1984, 1985, 1986 

## Politikai szerepvállalása
A Rajk Szakkollégium tagjaként hamar találkozott a reform elképzelésekkel és volt lehetősége bekapcsolódni az ellenzéki pártok megmozdulásaiba. A megalakulása után közvetlenül csatlakozott a Fiatal Demokraták Szövetsége mozgalmához.
1989 január 5-én nyílt levelet küldött Dauda Sándor zuglói képviselőnek és társaival kezdeményezte visszahívását. Az akció nem lett sikeres, de jónéhány zuglói polgár vett részt a kiírt népszavazáson. (Esti Hírlap 1989. január 16.)
1989. augusztus 21. volt a prágai Vencel téren lezajlott tüntetés napja, melyen társaival felolvasták a Fiatal Demokraták Szövetségének nyílt levelét, melyben megkövették a cseh és szlovák népet az 1968-as magyar intervenció miatt. A téren titkosrendőrökkel dulakodás tört ki, melynek során letartóztatták és 2 napot töltött börtönben. Végül a magyar nagykövet közbenjárásának eredményeképpen nem történt vádemelés, így Csehszlovákiából kiutasították, de haza tudott utazni Budapestre.
Az első magyar demokratikus parlamenti választás során képviselő jelölt volt Zuglóban, azonban az Országgyűlésbe nem került be.
Az első budapesti önkormányzati választás során bekerült a képviselő testületbe és egy ciklus során dolgozott Budapest és Zugló érdekeiért.

## Közgazdász
A Külkereskedelmi Főiskolán szerzett oklevelet 1984-ben, majd folytatta tanulmányait a Marx Károly Közgazdasági Egyetem Külkereskedelmi szakán.
Felvételt nyert a Rajk Szakkollégiumba, melynek 1985-1990 volt tagja.
Pályáját 1990-ben az Arthur Andersen könyvvizsgáló részlegében kezdte, ahonnan 1994-ben a Citibankhoz hívták a vállalati kapcsolattartásért felelős igazgatónak. Később több magyar és multinacionális cégben volt pénzügyi igazgató.
Több mint egy évtizedes tapasztalattal rendelkezik befektetési ügyletek megvalósítása, strukturálása és felügyelete terén, valamint M&A tranzakciók menedzselésében.
Jelenleg a Bonitás Kockázati Tőkealap-kezelő befektetési igazgatójaként dolgozik.

## Tilos Rádió műsorkészítő - "Ápoló" nickname alatt
A Tilos Rádióval 1994 óta van kapcsolatban, előbb mint hallgató, később mint aktív betelefonáló.  2023. óta alkalmankénti műsorkészítő a rádiónál, elsősorban irodalmi témákról készít beszélgetéseket.
2024. február 12-én hangzott el először állandó irodalmi műsora, a Majom a vízben. A műsor kéthetente hétfőn jelentkezik. Tematikusan szerkeszti társaival együttműködésben, 2-3 alkalommal egy-egy kiválasztott író műveiről beszélgetnek. Gyakran vesz részt a műsorban meghívott vendég, aki az adott író szakértője, fordítója vagy lelkes kritikusa. A műsor külön erénye, hogy a kortárs magyar íróknak megszólalási lehetőséget biztosít, gyakran személyesen is részt vesznek a beszélgetésben.